# Volta a Catalunya de 1957
La Volta a Catalunya de 1957 fou la 37a edició de la Volta a Catalunya. La prova es disputà en 10 etapes entre l'1 i el 8 de setembre de 1957, amb un total de 1.296,8 km. El vencedor final fou l'espanyol Jesús Loroño, seguit per Salvador Botella i René Marigil.
El recorregut d'aquest edició segueix el mateix patró que l'edició anterior, amb una incursió de dos dies pel País Valencià, fins a la Vall d'Uixó, on té lloc la contrarellotge individual. Per primera vegada s'estableixen diverses categories entre els ports de muntanya, escassos en un recorregut força planer i sols una etapa de muntanya, amb final a Granollers i la collada de Toses com a principal dificultat de la cursa.
Jesús Loroño va aconseguir una meritòria victòria final. Sense tenir cap equip darrere, va saber beneficiar-se de les lluites entre els "Faema" y els "Mobylette". També va tenir la sort de no veures perjudicat de les punxades que van afectar Bahamontes i Poblet.

## Etapes
| Etapa | Data          | Recorregut                            | km    | Guanyador              | Líder                        |
| ----- | ------------- | ------------------------------------- | ----- | ---------------------- | ---------------------------- |
| 1a    | 1 de setembre | Montjuïc - Montjuïc (Barcelona)       | 46,4  | Miquel Poblet (ESP)    | Miquel Poblet (ESP)          |
| 2a    | 1 de setembre | Barcelona - Reus                      | 121,0 | Roger Buchonnet (FRA)  | Miquel Poblet (ESP)          |
| 3a    | 2 de setembre | Reus - Vinaròs                        | 160,0 | Willy Schroeders (BEL) | Anicet Utset (ESP)           |
| 4a    | 3 de setembre | Vinaròs - La Vall d'Uixó              | 115,0 | Jos Hoevenaers (BEL)   | Jos Hoevenaers (BEL)         |
| 5a    | 3 de setembre | La Vall d'Uixó - La Vall d'Uixó (CRI) | 34,0  | Jesús Loroño (ESP)     | Federico M. Bahamontes (ESP) |
| 6a    | 4 de setembre | La Vall d'Uixó - Tortosa              | 149,0 | Hilaire Couvreur (BEL) | Federico M. Bahamontes (ESP) |
| 7a    | 5 de setembre | Tortosa - Lleida                      | 186,0 | Gabriel Company (ESP)  | Federico M. Bahamontes (ESP) |
| 8a    | 6 de setembre | Lleida - Puigcerdà                    | 186,0 | Salvador Botella (ESP) | Jesús Loroño (ESP)           |
| 9a    | 7 de setembre | Puigcerdà - Granollers                | 169,0 | Santiago Mostajo (ESP) | Jesús Loroño (ESP)           |
| 10a   | 8 de setembre | Granollers - Montjuïc (Barcelona)     | 127,8 | Miquel Poblet (ESP)    | Jesús Loroño (ESP)           |

### Etapa 1. Barcelona - Barcelona. 48,4 km
|   | Ciclista         | Equip               | Temps      |
| - | ---------------- | ------------------- | ---------- |
| 1 | Miquel Poblet    | CC Granollers-Faema | 1h 08' 41" |
| 2 | Anicet Utset     | AD Mobylette        | m. t.      |
| 3 | Santiago Mostajo | CC Granollers-Faema | m. t.      |

|   | Ciclista         | Equip               | Temps      |
| - | ---------------- | ------------------- | ---------- |
| 1 | Miquel Poblet    | CC Granollers-Faema | 1h 08' 41" |
| 2 | Anicet Utset     | AD Mobylette        | m. t.      |
| 3 | Santiago Mostajo | CC Granollers-Faema | m. t.      |

### Etapa 2. Barcelona - Reus. 121,0 km
|   | Ciclista        | Equip   | Temps      |
| - | --------------- | ------- | ---------- |
| 1 | Roger Buchonnet |         | 3h 02' 50" |
| 2 | Edgar Sorgeloos |         | + 07"      |
| 3 | Alfred Esmatges | Polkafé | m. t.      |

|   | Ciclista      | Equip               | Temps      |
| - | ------------- | ------------------- | ---------- |
| 1 | Miquel Poblet | CC Granollers-Faema | 4h 11' 40" |
| 2 | Anicet Utset  | AD Mobylette        | m.t        |
| 3 | Wout Wagtmans |                     | m. t.      |

### Etapa 3. Reus - Vinaròs. 160,0 km
|   | Ciclista          | Equip    | Temps      |
| - | ----------------- | -------- | ---------- |
| 1 | Willy Schroeders  |          | 4h 23' 45" |
| 2 | Salvador Botella  | GD Faema | m. t.      |
| 3 | Pablo Coscolluela |          | + 03"      |

|   | Ciclista      | Equip        | Temps      |
| - | ------------- | ------------ | ---------- |
| 1 | Anicet Utset  | AD Mobylette | 8h 35' 28" |
| 2 | Wout Wagtmans |              | m. t.      |
| 3 | Juan Campillo | AD Mobylette | + 11"      |

### Etapa 4. Vinaròs - La Vall d'Uixó. 115,0 km
|   | Ciclista       | Equip | Temps      |
| - | -------------- | ----- | ---------- |
| 1 | Jos Hoevenaers |       | 3h 15' 28" |
| 2 | Mies Stolker   |       | m. t.      |
| 3 | Gabriel Mas    |       | + 01' 23"  |

|   | Ciclista               | Equip        | Temps       |
| - | ---------------------- | ------------ | ----------- |
| 1 | Jos Hoevenaers         |              | 11h 51' 57" |
| 2 | Federico M. Bahamontes | AD Mobylette | + 01' 20"   |
| 3 | Gabriel Mas            |              | + 01' 33"   |

### Etapa 5. La Vall d'Uixó - La Vall d'Uixó. 40,0 km (CRI)
|   | Ciclista               | Equip        | Temps      |
| - | ---------------------- | ------------ | ---------- |
| 1 | Jesús Loroño           |              | 1h 01' 55" |
| 2 | Federico M. Bahamontes | AD Mobylette | + 15"      |
| 3 | Francesc Massip        | AD Mobylette | + 31"      |

|   | Ciclista               | Equip        | Temps       |
| - | ---------------------- | ------------ | ----------- |
| 1 | Federico M. Bahamontes | AD Mobylette | 12h 55' 27" |
| 2 | Jesús Loroño           |              | + 30"       |
| 3 | Francesc Massip        | AD Mobylette | + 01' 01"   |

### Etapa 6. La Vall d'Uixó - Tortosa. 149,0 km
|   | Ciclista          | Equip | Temps      |
| - | ----------------- | ----- | ---------- |
| 1 | Hilaire Couvreur  |       | 4h 01' 30" |
| 2 | Mies Stolker      |       | + 33"      |
| 3 | Leo van der Pluym |       | + 01' 08"  |

|   | Ciclista               | Equip        | Temps       |
| - | ---------------------- | ------------ | ----------- |
| 1 | Federico M. Bahamontes | AD Mobylette | 16h 58' 31" |
| 2 | Jesús Loroño           |              | + 30"       |
| 3 | Francesc Massip        | AD Mobylette | + 01' 01"   |

### Etapa 7. Tortosa - Lleida. 186,0 km
|   | Ciclista        | Equip               | Temps      |
| - | --------------- | ------------------- | ---------- |
| 1 | Gabriel Company | Faema               | 4h 52' 16" |
| 2 | Miquel Poblet   | CC Granollers-Faema | + 01' 19"  |
| 3 | Vicent Iturat   | GD Faema            | m. t.      |

|   | Ciclista               | Equip        | Temps       |
| - | ---------------------- | ------------ | ----------- |
| 1 | Federico M. Bahamontes | AD Mobylette | 21h 52' 06" |
| 2 | Jesús Loroño           |              | + 30"       |
| 3 | Francesc Massip        | AD Mobylette | + 01' 01"   |

### Etapa 8. Lleida - Puigcerdà. 186,0 km
|   | Ciclista               | Equip        | Temps      |
| - | ---------------------- | ------------ | ---------- |
| 1 | Salvador Botella       | GD Faema     | 5h 10' 15" |
| 2 | René Marigil           | AD Mobylette | m. t.      |
| 3 | Antonio Jiménez Quílez | Gamma        | + 02"      |

|   | Ciclista         | Equip                | Temps       |
| - | ---------------- | -------------------- | ----------- |
| 1 | Jesús Loroño     |                      | 27h 02' 53" |
| 2 | Luis Otaño       | R.U. de Irún-Palmera | + 01' 25"   |
| 3 | Salvador Botella | GD Faema             | + 01' 43"   |

### Etapa 9. Puigcerdà - Granollers. 169,0 km
|   | Ciclista         | Equip               | Temps      |
| - | ---------------- | ------------------- | ---------- |
| 1 | Santiago Mostajo | CC Granollers-Faema | 4h 43' 27" |
| 2 | Miquel Poblet    | CC Granollers-Faema | + 42"      |
| 3 | Alfred Esmatges  | Polkafé             | m. t.      |

|   | Ciclista         | Equip        | Temps       |
| - | ---------------- | ------------ | ----------- |
| 1 | Jesús Loroño     |              | 31h 47' 51" |
| 2 | Salvador Botella | GD Faema     | + 01' 41"   |
| 3 | René Marigil     | AD Mobylette | + 02' 33"   |

### Etapa 10. Granollers - Barcelona. 122,0 km
|   | Ciclista      | Equip               | Temps      |
| - | ------------- | ------------------- | ---------- |
| 1 | Miquel Poblet | CC Granollers-Faema | 3h 06' 48" |
| 2 | Gabriel Mas   |                     | m. t.      |
| 3 | Anicet Utset  | AD Mobylette        | m. t.      |

|   | Ciclista         | Equip        | Temps       |
| - | ---------------- | ------------ | ----------- |
| 1 | Jesús Loroño     |              | 34h 56' 49" |
| 2 | Salvador Botella | GD Faema     | + 01' 41"   |
| 3 | René Marigil     | AD Mobylette | + 02' 33"   |

## Classificació final
| Pos. | Ciclista                     | Club                 | Temps       |
| ---- | ---------------------------- | -------------------- | ----------- |
| 1    | Jesús Loroño (ESP)           |                      | 34h 56' 49" |
| 2    | Salvador Botella (ESP)       | GD Faema             | + 1' 41"    |
| 3    | René Marigil (ESP)           | AD Mobylette         | + 2' 33"    |
| 4    | Luis Otaño (ESP)             | R.U. de Irún-Palmera | + 3' 00"    |
| 5    | Antonio Jiménez Quílez (ESP) | Gamma                | + 4' 29"    |
| 6    | Miquel Pacheco (ESP)         | GD Faema             | + 5' 42"    |
| 7    | Bernardo Ruiz (ESP)          | CC Granollers-Faema  | + 7' 52"    |
| 8    | Mies Stolker (NED)           |                      | + 9' 47"    |
| 9    | Gabriel Mas (ESP)            |                      | + 13' 04"   |
| 10   | Federico M. Bahamontes (ESP) | AD Mobylette         | + 14' 35"   |

## Classificacions secundàries
| Pos. | Ciclista                     | Club         | Punts |
| ---- | ---------------------------- | ------------ | ----- |
| 1    | Alfred Esmatges (ESP)        | Polkafé      | 22    |
| 2    | Salvador Botella (ESP)       | GD Faema     | 16    |
| 3    | Federico M. Bahamontes (ESP) | AD Mobylette | 14    |

| Pos. | Ciclista              | Club                | Punts |
| ---- | --------------------- | ------------------- | ----- |
| 1    | Alfred Esmatges (ESP) | Polkafé             | 18    |
| 2    | Vicent Iturat (ESP)   | GD Faema            | 12    |
| 3    | Miquel Poblet (ESP)   | CC Granollers-Faema | 6     |